# Casa Asigurării Meșteșugarilor din Iași
Casa Asigurării Meșteșugarilor din Iași este un monument istoric aflat pe teritoriul municipiului Iași.